# 直刺藤橘
直刺藤橘（学名：Paramignya rectispinosa）为芸香科单叶藤橘属下的一个种。